# Fonó

Modes normals de progressió de la vibració a través d'un cristall.

Un fonó és un quàntum d'energia d'una ona mecànica en una xarxa cristal·lina rígida, de la mateixa manera que un fotó ho és d'una ona electromagnètica. En una descripció quàntica, els fonons equivalen als modes normals de vibració de la mecànica clàssica. Es poden considerar partícules d'espín zero.
Els fonons determinen moltes de les característiques dels sòlids, com la calor específica, la conductivitat tèrmica i la conductivitat elèctrica. En concret, els fonons de longitud d'ona llarga determinen la propagació del so en els sòlids (d'aquí el nom de fonó).

## Modelització dels fonons

### Partícules en una xarxa
Considerem una xarxa regular rígida (o xarxa cristal·lina) composta per N partícules (que anomenarem "àtoms", encara que en un sòlid real serien en realitat ions). En un sòlid típic N és un nombre molt gran, de l'ordre de 1023 (el nombre d'Avogadro). Si la xarxa és rígida, els àtoms exerceixen forces els uns sobre els altres, per tal de mantenir cada àtom al voltant de la seva posició d'equilibri. En els sòlids reals, aquestes forces són les forces de Van der Waals, els enllaços covalents, etc., totes de caràcter elèctric (les forces de caràcter magnètic i gravitatori són negligibles). Les forces entre cada parell d'àtoms es poden caracteritzar mitjançant una funció d'energia potencial V, que depèn de la separació entre els àtoms (com ara el potencial de Lennard-Jones). L'energia potencial de tota la xarxa és la suma de totes les energies potencials considerades dues a dues:
{\displaystyle \sum _{i\neq j}V(r_{i}-r_{j})\,}
en què ri és la posició de l'àtom i-èsim i V és l'energia potencial entre dos àtoms.
En el cas més general, és molt difícil resoldre aquest problema, sigui mitjançant mecànica clàssica o mecànica quàntica. Per simplificar-lo, es poden introduir dues aproximacions importants:
- En primer lloc, només realitzarem el sumatori sobre àtoms veïns i, més concretament, sobre els veïns més propers. Encara que les forces elèctriques tenen abast infinit, l'aproximació és vàlida perquè els camps produïts per àtoms llunyans resulten apantallats.
- En segon lloc, tractarem els potencials com si fossin oscil·ladors harmònics. Aquesta aproximació és vàlida sempre que els àtoms no s'allunyin massa de les seves posicions d'equilibri.

El resultat d'aquesta aproximació es pot visualitzar com un conjunt de pilotes unides per molles, tal com es mostra a la figura inferior, que mostra una xarxa cúbica, un model vàlid per a molts tipus de sòlids cristal·lins:
Ara l'energia potencial de la xarxa es pot escriure com:
{\displaystyle \sum _{i\neq j(nn)}{1 \over 2}m\omega ^{2}(R_{i}-R_{j})^{2}}
en què ω és la freqüència de ressonància dels potencials harmònics, que suposem que és igual per a tots, ja que la xarxa és regular; Ri és la posició de l'àtom i-èsim, mesurada respecte al seu punt d'equilibri. La suma sobre els veïns més propers s'indica amb (nn).

### Ones de la xarxa
A causa de les forces entre els àtoms, el desplaçament d'un o més àtoms respecte a la seva posició d'equilibri provoca la propagació d'una vibració o conjunt de vibracions a través de la xarxa. A la figura inferior es mostra una d'aquestes ones. L'amplitud de l'ona és donada pel desplaçament dels àtoms respecte a les posicions d'equilibri i s'hi indica la longitud d'ona λ.
Cal tenir en compte que existeix una longitud d'ona mínima, establerta per la separació dels àtoms en equilibri, a. Com veurem més endavant, qualsevol longitud d'ona inferior a a es pot fer correspondre a una altra de superior a a.
Una vibració arbitrària de la xarxa no té una freqüència i longitud d'ona ben definides, però els modes normals de vibració, que són els components bàsics de qualsevol vibració (ja que tota vibració es pot descompondre en una "suma" de modes normals), sí que tenen freqüències i longituds d'ona ben definides. A continuació, estudiarem en detall aquests modes des d'un punt de vista quàntic.

### Fonons en una dimensió
Considerem una cadena quàntica unidimensional de N àtoms, que podem considerar el model quàntic més simple per a representar una xarxa. A partir d'aquest model, veurem com es poden definir els fonons, amb l'avantatge que el procediment es pot generalitzar amb facilitat a dues i tres dimensions. L'hamiltonià d'aquest sistema és:
{\displaystyle \mathbf {H} =\sum _{i=1}^{N}{p_{i}^{2} \over 2m}+{1 \over 2}m\omega ^{2}\sum _{\{ij\}(nn)}(x_{i}-x_{j})^{2}}
en què m és la massa de cada àtom i xi i pi són els operadors posició i moment de l'àtom i-èsim (vegeu l'article sobre l'oscil·lador harmònic quàntic per a una discussió d'aquest tipus d'hamiltonians).
Introduïm un conjunt de N "coordenades normals" Qk, definides com la transformada de Fourier de les x, i N "moments conjugats" Π, definits com la transformada de Fourier de les p:
{\displaystyle {\begin{matrix}x_{j}&=&{1 \over {\sqrt {N}}}\sum _{k}Q_{k}e^{ikja}\\p_{j}&=&{1 \over {\sqrt {N}}}\sum _{k}\Pi _{k}e^{-ikja}\\\end{matrix}}}
La quantitat k serà el nombre d'ona del fonó, és a dir, 2π/λ. k només pren valors quantitzats, ja que el nombre d'àtoms és finit. La forma de la quantització depèn de les condicions de contorn; per simplicitat, imposarem condicions de contorn periòdiques, és a dir, que l'àtom (N+1) és equivalent al primer àtom. Físicament, això equival a unir la cadena d'àtoms pels seus extrems. El resultat d'aquesta quantització és:
{\displaystyle k={2n\pi  \over Na}\quad {\hbox{per a}}\ n=0,\pm 1,\pm 2,\ ...,\pm N}
El límit superior de n prové de la longitud d'ona mínima que imposa l'espaiat de la xarxa, a, tal com ja s'ha comentat.
Invertint les transformades de Fourier per expressar les Q en funció de les x i les Π en funció de les p, i utilitzant les relacions canòniques de commutació entre x i p, es pot demostrar que:
{\displaystyle \left[Q_{k},\Pi _{k'}\right]=i\hbar \delta _{kk'}\quad ;\quad \left[Q_{k},Q_{k'}\right]=\left[\Pi _{k},\Pi _{k'}\right]=0}
És a dir, que les coordenades normals i els seus moments conjugats obeeixen les mateixes relacions de commutació que els operadors de posició i moment. Si escrivim el hamiltonià en funció d'aquestes quantitats,
{\displaystyle \mathbf {H} =\sum _{k}\left({\Pi _{k}\Pi _{-k} \over 2m}+{1 \over 2}m\omega _{k}^{2}Q_{k}Q_{-k}\right)}
en què
{\displaystyle \omega _{k}={\sqrt {2\omega ^{2}(1-\cos(ka))}}}
Remarquem que els acoblaments entre les variables de posició han desaparegut; si les Q i les Π fossin hermítiques (que no és el cas), el hamiltonià transformat descriuria N oscil·ladors harmònics no acoblats. De fet, aquest hamiltonià descriu una teoria quàntica de camps de bosons no interaccionants.
L'espectre d'aquest hamiltonià es pot obtenir fàcilment amb operadors de creació i destrucció, de manera molt semblant al cas de l'oscil·lador harmònic quàntic. Introduïm aquests operadors definits per:
{\displaystyle {\begin{matrix}a_{k}&=&{\sqrt {m\omega _{k} \over 2\hbar }}(Q_{k}+{i \over m\omega _{k}}\Pi _{-k})\\a_{k}^{\dagger }&=&{\sqrt {m\omega _{k} \over 2\hbar }}(Q_{-k}-{i \over m\omega _{k}}\Pi _{k})\end{matrix}}}
Aquests operadors satisfan les igualtats següents:
{\displaystyle \mathbf {H} =\sum _{k}\hbar \omega _{k}\left(a_{k}^{\dagger }a_{k}+1/2\right)}
{\displaystyle [a_{k},a_{k'}^{\dagger }]=\delta _{kk'}}
{\displaystyle [a_{k},a_{k'}]=[a_{k}^{\dagger },a_{k'}^{\dagger }]=0.}
Com en el cas de l'oscil·lador harmònic, podem demostrar que ak† i ak creen i destrueixen un estat excitat d'energia ℏωk. Aquestes excitacions són els fonons.
A partir d'això, es poden deduir dues propietats importants dels fonons:
- Els fonons són bosons, ja que es pot crear un nombre indefinit d'excitacions idèntiques aplicant una vegada i una altra l'operador de creació ak†.
- Cada fonó és un mode de vibració col·lectiu provocat pel moviment de cada un dels àtoms de la xarxa. Això és evident a partir del fet que els operadors de creació i destrucció contenen sumatoris sobre les posicions i moments de tots els àtoms.

A priori no sembla obvi que aquestes excitacions generades pels operadors a siguin realment ones de desplaçament de la xarxa, però es pot donar una demostració convincent calculant la funció d'autocorrelació de posició. Suposem que {\displaystyle |k\rangle } denoti un estat amb un quàntum de mode k excitat, és a dir:
{\displaystyle {\begin{matrix}|k\rangle =a_{k}^{\dagger }|0\rangle \end{matrix}}}
Es pot demostrar que, per a dos àtoms qualssevol j i l,
{\displaystyle \langle k|x_{j}(t)x_{l}(0)|k\rangle ={\frac {\hbar }{Nm\omega _{k}}}\cos \left[k(j-l)a-\omega _{k}t\right]+\langle 0|x_{j}(t)x_{l}(0)|0\rangle }
que és el que esperaríem d'una ona de desplaçament de la xarxa amb freqüència ωk i nombre d'ona k.

### Fonons en tres dimensions
El procediment per a generalitzar els resultats anteriors en una xarxa tridimensional és fàcil però tediós. El resultat final és que el nombre d'ona k és substituït per un vector d'ones tridimensional k. A més, ara cada k està associat a tres coordenades normals. El hamiltonià té la forma:
{\displaystyle \mathbf {H} =\sum _{k}\sum _{s=1}^{3}\hbar \,\omega _{k,s}\left(a_{k,s}^{\dagger }a_{k,s}+1/2\right)}
Els nous índexs s = 1, 2, 3 indiquen la polarització dels fonons. En el cas unidimensional, els àtoms només es podien desplaçar al llarg de la línia, de manera que tots els fonons corresponien a ones longitudinals. En tres dimensions, en canvi, la vibració no queda restringida a la direcció de propagació, sinó que també es pot produir en un pla perpendicular, donant lloc a ones transversals.

## Propietats dels fonons

### Relació de dispersió
Abans hem obtingut una equació que relaciona la freqüència d'un fonó, ωk, amb el seu nombre d'ona k:
{\displaystyle \omega _{k}={\sqrt {2\omega ^{2}(1-\cos(ka))}}}
Aquesta relació és una relació de dispersió. A la gràfica següent podem observar el seu comportament:
La velocitat de propagació d'un fonó, que és, de fet, la velocitat del so a la xarxa, és donada pel pendent de la corba de dispersió, ∂ωk/∂k (vegeu velocitat de grup). A valors baixos de k (longituds d'ona llargues), la relació de dispersió és gairebé lineal i la velocitat del so és aproximadament ωa, independent de la freqüència del fonó. Una conseqüència d'això és que paquets de fonons de longitud d'ona diferent (però llarga) es poden propagar a llargues distàncies dins la xarxa sense dispersar-se. Per això, en els sòlids el so es propaga sense una distorsió important. Per a valors grans de k (longituds d'ona curtes), aquest comportament ja no es produeix, a causa dels detalls microscòpics de la xarxa.
Cal recordar que la física del so en l'aire és diferent de la física del so en sòlids, malgrat que en ambdós casos es tracta d'ones de densitat, ja que en l'aire el so es propaga gràcies a un conjunt de molècules de moviment aleatori, en lloc d'en una xarxa cristal·lina regular.

### Fonons acústics i òptics
En els sòlids reals, hi ha dos tipus de fonons: els "acústics" i els "òptics". Els fonons acústics, que són els que acabem de descriure, tenen freqüències petites a longituds d'ona llargues i corresponen a les ones sonores a la xarxa.
Els fonons òptics, que apareixen en cristalls que tenen més d'un àtom a la cel·la unitat, sempre tenen una freqüència mínima de vibració, fins i tot quan la seva longitud d'ona és molt llarga. S'anomenen "òptics" perquè en cristalls iònics (com el clorur de sodi) s'exciten fàcilment amb la llum (de fet, amb la radiació infraroja). Això és degut al fet que corresponen a un mode de vibració en què ions positius i negatius adjacents vibren l'un contra l'altre, creant un moment dipolar elèctric que varia en el temps. Els fonons òptics que interaccionen d'aquesta manera amb la llum s'anomenen actius infrarojos. Els fonons òptics actius Raman també poden interaccionar indirectament amb la llum, mitjançant la dispersió Raman.

### Moment del cristall
Resulta temptador tractar un fonó amb el vector d'ona k com si tingués moment ℏk, anàlogament als fotons i les ones de matèria. Nogensmenys, això no és totalment correcte, ja que ℏk no és realment un moment físic, és el que s'anomena moment del cristall o pseudomoment. Això és així perquè k només està determinat fins a múltiples de vectors constants, anomenats vectors de la xarxa recíproca. Per exemple, en el model unidimensional, les coordenades normals Q i Π estan definides de manera que:
{\displaystyle Q_{k}\equiv Q_{k+K}\quad ;\quad \Pi _{k}\equiv \Pi _{k+K}\quad {\mbox{on}}\;K=2n\pi /a}
per a qualsevol enter n. Per tant, un fonó amb vector d'ona k és equivalent a una família infinita de fonons amb nombres d'ona k ± 2π/a, k ± 4π/a, etc. Físicament, els vectors de la xarxa recíproca actuen com a "pedaços" addicionals de moment que la xarxa pot "enganxar" al fonó.
Habitualment, resulta convenient considerar els vectors d'ona k de mòdul mínim (|k|) de la seva família. El conjunt de tots aquests vectors d'ona defineixen la primera zona de Brillouin, i es poden definir còpies de la primera zona, desplaçades per un vector de la xarxa recíproca.